# Tipula (Savtshenkia) mohriana
Tipula (Savtshenkia) mohriana is een tweevleugelige uit de familie langpootmuggen (Tipulidae). De soort komt voor in het Palearctisch gebied.